# Escala de Rankin modificada
L'Escala de Rankin Modificada (ERm) és una escala utilitzada per mesurar el grau de discapacitat o dependència en les activitats de la vida diària bàsiques de les persones que han patit un accident cerebrovascular o altres causes de discapacitat neurològica. S'ha convertit en la mesura de resultat clínic més utilitzat per als assajos clínics amb accident cerebrovascular.
L'Escala va ser introduïda originalment en 1957 pel Dr. John Rankin de l'Hospital Stobhill, Glasgow, Escòcia, i després modificat a la seva forma actualment acceptada pel grup del Prof. C. Warlow en el Western General Hospital (Hospital General d'Occident) a Edimburg per al seu ús en el Regne Unit en el UK-TIA study (estudi de l'accident isquèmic transitori del Regne Unit) a finals de 1980. La primera publicació de l'actual ERm va ser el 1988 per van Swieten, i cols., que també va publicar la primera anàlisi de concordança interobservador de l'ERm.
La fiabilitat interobservador de l'ERm es pot millorar mitjançant l'ús d'un qüestionari estructurat durant el procés de l'entrevista i per tenir uns bons resultats els avaluadors es sotmeten a un procés de formació multimèdia. El sistema de formació multimèdia de l'ERm va ser desenvolupat pel grup de la Universitat de Glasgow del professor K. Lees i està disponible en línia. L'ERm és criticada sovint pel seu caràcter subjectiu, que pot esbiaixar els resultats, tot i així s'utilitza en tots els sistemes hospitalaris per avaluar les necessitats de rehabilitació i per valorar l'evolució.

## L'Escala
| 0 | Sense símptomes                 | |
| 1 | Sense incapacitat important     | Capaç de realitzar les seves activitats i obligacions habituals. |
| 2 | Incapacitat lleu                | Incapaç de realitzar algunes de les seves activitats prèvies, però capaç de vetllar pels seus interessos i assumptes sense ajuda.                                                                    |
| 3 | Incapacitat moderada            | Símptomes que restringeixen significativament el seu estil de vida o impedeixen la seva subsistència totalment autònoma (p. ex. necessitant alguna ajuda).                                           |
| 4 | Incapacitat moderadament severa | Símptomes que impedeixen clarament la seva subsistència independent encara que sense necessitat d'atenció continuada (p. ex. incapaç per atendre les seves necessitats personals sense assistència). |
| 5 | Incapacitat severa              | Totalment dependent, necessitant assistència constant dia i nit. |
| 6 | Mort                            | |